# Eutomostethus
Eutomostethus is een geslacht van  echte bladwespen (familie Tenthredinidae).

## Soorten
- E. ephippium (Panzer, 1798)
- E. gagathinus (Klug, 1816)
- E. luteiventris (Klug, 1816)
- E. nigrans Blank & Taeger, 1998
- E. punctatus (Konow, 1887)